# Eucalyptus camphora
Eucalyptus camphora är en myrtenväxtart som beskrevs av Ralph Baker. Eucalyptus camphora ingår i släktet Eucalyptus och familjen myrtenväxter. Inga underarter finns listade i Catalogue of Life.